# Егрфеј д Они
Егрфеј д Они (фр. Aigrefeuille-d'Aunis) насеље је и општина у западној Француској у региону Поату-Шарант, у департману Приморски Шарант која припада префектури Рошфор.
По подацима из 2011. године у општини је живело 3715 становника, а густина насељености је износила 221,66 становника/km². Општина се простире на површини од 16,76 km². Налази се на средњој надморској висини од 18 метара (максималној 38 m, а минималној 12 m).

## Демографија
| 1962. | 1968. | 1975. | 1982. | 1990. | 1999. | 2011. |
| ----- | ----- | ----- | ----- | ----- | ----- | ----- |
| 1.783 | 1.940 | 2.313 | 2.843 | 2.944 | 3.151 | 3.715 |

График промене броја становника у току последњих година